# وقائع المؤتمر

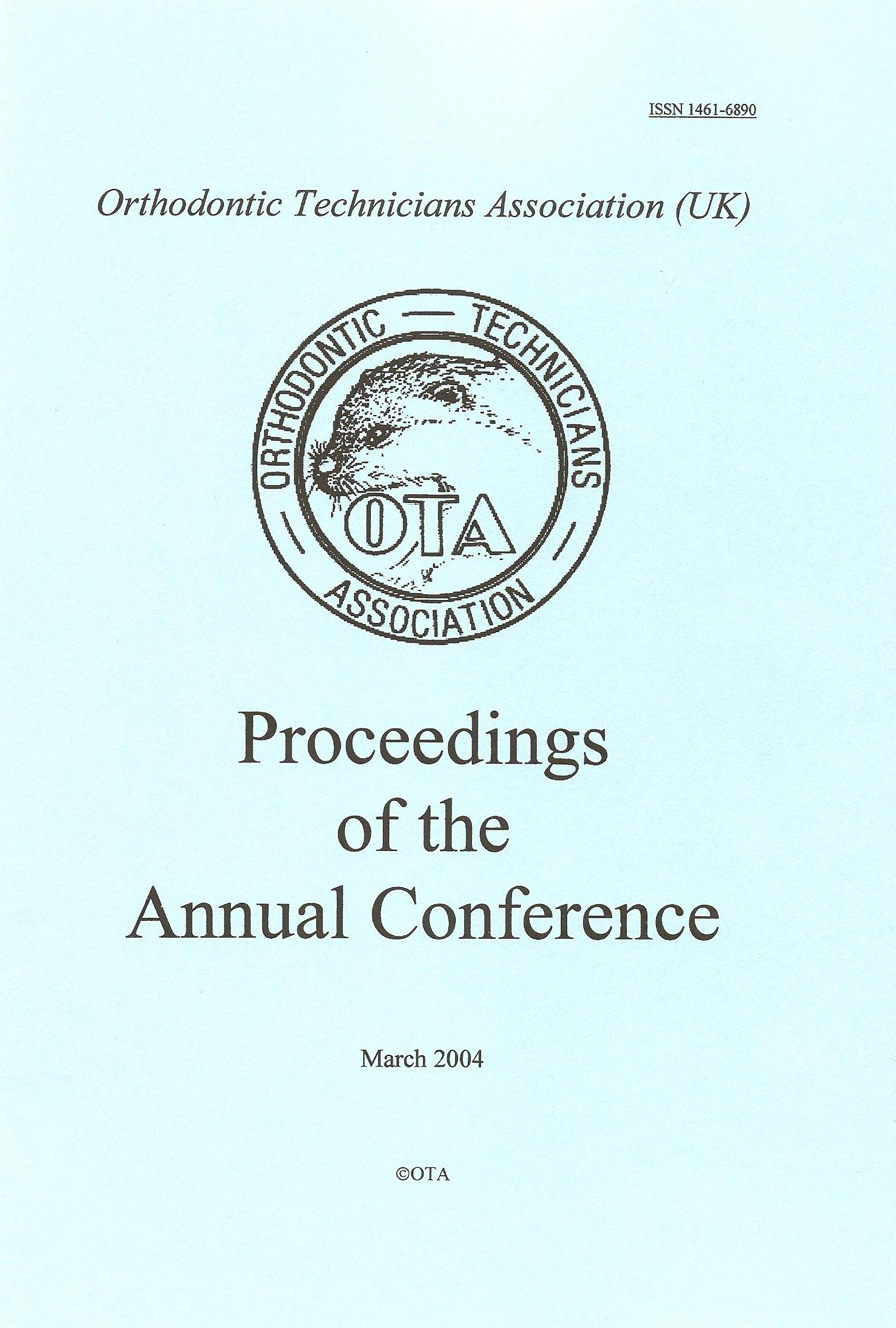
غلاف لتقرير يلخص على ما يبدو اعمال مؤتمر سنوي لجمعية

في الأوساط الأكاديمية وأمانة المكتبات، وقائع المؤتمرات هي: مجموعة من الأوراق الأكاديمية المنشورة في سياق مؤتمر أكاديمي أو حلقة عمل. وتحتوي وقائع المؤتمرات عادة على المساهمات التي قدمها الباحثون في المؤتمر، إنها السجل  المكتوب للعمل الذي يتم تقديمه للزملاء الباحثين، وتنشر في ميادين عديدة كملحقات للمجلات الأكاديمية، في بعضها تعتبر طريق النشر الرئيسي، وفي حالات أخرى يمكن اعتبارها أدبا رماديا، وعادة ما يتم توزيعها في مجلدات مطبوعة أو إلكترونية إما قبل افتتاح المؤتمر أو بعد إغلاقه.   
إن المعنى الأوسع والأقل شيوع لوقائع المؤتمرات تتمثل في أحداث واعمال المجال الأكاديمي، والمجتمع المتعلم، فعلى سبيل المثال، عنوان مجلة: اكتا كريستاللوجرافيك(بالانجليزية: Acta Crystallographica) والتي كتبت باللغة اللاتينية الجديدة تحت عنوان" المداولات في علم البلورات "؛ في مجلة الاعمال الأكاديمية الوطنية للعلوم بالولايات المتحدة الأمريكية وهي المجلة الرئيسية لتلك الأكاديمية، وان المجلات العلمية التي عمدت المنظمة العالمية 4 ISO المختصة بتوثيق وعنونة المجلات العلمية تحمل اربعة عناوين للمنظمة الدولية للمعايير؛ فمثلاً مجلة برو(بالانجليزية: Pro) تعتبر اختصارا  للمجلة العلمية "مجلة وقائع المؤتمر العلمي"، وكذلك اكتا (بالانجليزية: Acta) هي اختصار للمجلة العلمية" علم الاكتشاف"، وكذلك اختصار ترانز (بالانجليزية: Trans) عن مجلة " معاملات المواد" والتي تعد جميعها مجلات ذات الاهتمام بالإجراءات أو بالمنظمات ذات العلاقات .   

## التأليف والتحرير
ينظُم شخص أو أكثر مسألة اختيار وجمع الأوراق للمؤتمرات، حيث يشُكل فريق التحرير. وعادة  ما يتم ضمان دقة أوراق العمل بعد أن يقرأها أشخاص آخرون ليسوا ضمن فريق التحرير قبل قبولها في  وقائع المؤتمرات او الاجتماعات. ويختلف مستوى دقة جودة هذه الأوراق من مؤتمر لآخر:
بعضها يصدر فيها قرار القبول /الرفض، والبعض الاخر يتم فيها مراجعة من خلال حلقة تحكيم تدقق وتفحص هذه الأوراق حيث قد يستغرق الامر أحياناً عاماً كاملاً بحسب مستوى ونوع الاجتماع.
ويقرر المحررون فيما يخص مكونات الاجتماع وترتيب الأوراق والمقدمة وعناصر محتوى هذه الاوراق. وعلى الرغم من أن معظم التغييرات في الأوراق تحدث على أساس توافق الآراء بين المحررين والمؤلفين، إلا أن المحررين يمكنهم أيضا إجراء تغييرات في الأوراق.
نظرا لأن مجموعة الأوراق تأتي من باحثين فرديين، فإن طابع الإجراءات يختلف اختلافاً واضحاً عن كتاب تعليمي عادة ما تكون كل ورقة معزولة تماما عن الأوراق الأخرى في الإجراءات.  
في الغالب لا توجد حجة عامة تقود من مساهمة إلى أخرى .
في بعض الحالات، قد يقرر محررو الإجراءات مواصلة تطوير الإجراءات لتصبح كتابا مدرسياً قد يكون هذا هدفا في بداية المؤتمر  .
يتم نشر وقائع المؤتمر في دار النشر من قبل المؤسسة المنظمة أو عن طريق ناشر أكاديمي على سبيل المثال، سلسلة إجراءات AIJR  التي نشرها الناشر الأكاديمي AIJR .  يختلف نشر الإجراءات كمجلد محرر في مثل هذه السلسلة عن نشر ورقة المؤتمر في المجلات ؛  المعروف أيضًا باسم مشكلة المؤتمر. على نحو متزايد ، يتم نشر الإجراءات بصيغة إلكترونية عبر الإنترنت أو على قرص مضغوط أو USB ، إلخ.
في مجال العلوم، عادة ما تكون جودة المنشورات في وقائع المؤتمرات منخفضة مثل تلك الموجودة في المجالات العلمية الدولية . ومع ذلك، في علوم الحاسوب، تمنح الأوراق المنشورة في وقائع المؤتمرات مكانة أعلى من غيرها من المجالات، بسبب التحرك السريع للمجال.
تستخدم أيضا عدد من المجلات الأكاديمية المكتملة التي لا صلة لها بمؤتمرات معينه كلمة(وقائع)لجزء من اسمها، على سبيل المثال، وقائع الأكاديمية الوطنية للعلوم في الولايات المتحدة الأمريكية.

## الصيغة
يجوز نشر وقائع المؤتمر في كتاب أو في سلسلة كتب؛ في مجلة، أو كمنشور متسلسل (انظر الأمثلة ).  وفي كثير من الحالات لا تتوفرعوامل التأثير ،  على الرغم من وجود مقاييس أخرى للمجلات، مثل مؤشر-إتش (بالانجليزية: مؤشر إتش ) و جوجل سكولار (بالانجليزية: جوجل سكولار ) ، و تشيماجو ماتريكس ( بالانجليزية: Scimago -metrics) وغالبا ما يتم الفهرسة البيليوغرافيا في قواعد بيانات بيليوغرافيا منفصلة وفهارس اقتباس، على سبيل المثال، فهرس الاقتباس من وقائع المؤتمر بدلا من فهرس الاقتباس العلمي.  